# John Foxx
John Foxx, właśc. Dennis Leigh (ur. 26 września 1947 w Chorley, Anglia) – brytyjski muzyk rockowy, wokalista i klawiszowiec, zaliczany do nurtu new romantic. Założyciel i pierwszy lider grupy Ultravox. Od 1980 działa jako artysta solowy.

## Dyskografia

### Z Ultravox
- Ultravox! (1977)
- Ha! Ha! Ha! (1977)
- Retro (minialbum koncertowy) (1978)
- System of Romance (1978)
- Three Into One (kompilacja) (1980)
- Slow Motion (kompilacja) (1993)
- The Island Years (kompilacja) (1999)

### Solo
- Metamatic (1980)
- The Garden (1981)
- The Golden Section (1983)
- In Mysterious Ways (1985)
- Assembly (kompilacja) (1992)
- Cathedral Oceans (1997)
- Modern Art (kompilacja) (2001)
- The Golden Section Tour + The Omnidelic Exotour (podwójny album koncertowy) (2002)
- Cathedral Oceans II (2003)
- Cathedral Oceans III (2005)
- Tiny Colour Movies (2006)
- Glimmer: Best Of John Foxx (kompilacja) (2008)
- My Lost City (2009)
- Quiet Man (2009)
- D.N.A. (06/2010)
- B-Movie (Ballardian Video Neuronica)  (14/04/2014)
- London Overgrown (30/03/2015)
- The Marvellous Notebook (2022)
- Avenham (2023)
- The Arcades Project (2023)
- Wherever You Are (2025)

### Z Louisem Gordonem
- Shifting City (1997)
- Exotour 97 (limitowana koncertowa EP) (1997)
- Subterranean Omnidelic Exotour (limitowany album koncertowy) (1998)
- The Pleasures of Electricity (2001)
- Crash and Burn (2003)
- The Drive EP (2003)
- Live From a Room (As Big as a City) (album koncertowy) (2006)
- From Trash (2006)
- Sideways (2006)
- Impossible (album z remiksami) (2008)
- Neuro Video (album koncertowy) (2008)

### Z Haroldem Buddem
- Translucence/Drift Music (2003)
- Nighthawks (2012)

### Z Nation 12
- Electrofear (2005)

### Z D'Agostino, Foxx & Jansen
- A Secret Life (2009)

### Z Robinem Guthrie
- Mirrorball (2009)

### John Foxx And The Maths
- 2011 - Interplay
- 2011 - The Shape of Things
- 2012 - Evidence
- 2012 - Rhapsody
- 2014 - The Good Shadow
- 2017 - The Machine
- 2020 - Howl